# Кирилл (Киприотакис)
Митрополит Кирилл (греч. Μητροπολίτης Κύριλλος, в миру Ки́риллос Киприота́кис, греч. Κύριλλος Κυπριωτάκης; 11 октября 1932, Пиргос — 24 апреля 2005, Ираклион) — епископ Константинопольской православной церкви; митрополит Гортинский и Аркадийский (1979—2005) полуавтономной Критской православной церкви.

## Биография
Родился 11 октября 1932 года в Пиргосе, на острове Крит, в Греции.
В 1955 году в монастыре Святого Георгия Эпаносифи был пострижен в монашество и митрополитом Кипрским Евгением (Псалидакисом) был хиротонисан во иеродиакона.
В 1957 году поступил в Халкинскую богословскую школу, которую окончил в 1961 году. Вместе с ним учился будущий патриарх Константинопольский Варфоломей. В 1961 году митрополитом Ставрупольским Максимом (Репанеллисом) был хиротонисан во иеромонаха. С 1961 по 1962 год преподавал в Халкинской богословской школе.
Вернулся на Крит, где с 1962 по 1975 год являлся протосинкеллом Критской архиепископии и настоятелем собора святого Тита. В 1966 году принимал участие в возвращении из Венеции на Крит мощей апостола Тита.
16 февраля 1975 года состоялась его хиротония во епископа и избрание митрополитом Кисамским и Селинским.
В 1978 году избран митрополитом Гортинским и Аркадийским.
Скончался 24 апреля 2005 года после продолжительной болезни в университетской больнице в Ираклионе.